# Oudan
Oudan est une commune française, située dans le département de la Nièvre en région Bourgogne-Franche-Comté.

## Géographie
Le village d'Oudan est situé dans le nord du département de la Nièvre, à 1 km à l'ouest de la route nationale N 151 qui relie Châteauroux (Indre) à Auxerre (Yonne), entre La Charité-sur-Loire (33 km au sud-ouest) et Clamecy (20 km au nord-est). Oudan est plus ou moins à mi-distance entre Nevers, sa préfecture, à 49 km au sud-ouest et Auxerre à 63 km au nord-est. Plus localement, Varzy est à 2 km au nord-est.
Le Sauzay prend source à Oudan et coule vers le nord. Il est un affluent du Beuvron en rive gauche, donc un sous-affluent de la Seine par l'Yonne.

### Climat
Pour des articles plus généraux, voir Climat de la Bourgogne-Franche-Comté et Climat de la Nièvre.
En 2010, le climat de la commune est de type climat océanique dégradé des plaines du Centre et du Nord, selon une étude du Centre national de la recherche scientifique s'appuyant sur une série de données couvrant la période 1971-2000. En 2020, Météo-France publie une typologie des climats de la France métropolitaine dans laquelle la commune est exposée à un climat océanique altéré et est dans la région climatique  Centre et contreforts nord du Massif Central, caractérisée par un air sec en été et un bon ensoleillement. 
Pour la période 1971-2000, la température annuelle moyenne est de 10,5 °C, avec une amplitude thermique annuelle de 15,9 °C. Le cumul annuel moyen de précipitations est de 907 mm, avec 12,9 jours de précipitations en janvier et 8 jours en juillet. Pour la période 1991-2020, la température moyenne annuelle observée sur la station météorologique de Météo-France la plus proche, « Clamecy », sur la commune de Clamecy à 18 km à vol d'oiseau, est de 11,5 °C et le cumul annuel moyen de précipitations est de 707,4 mm. 
La température maximale relevée sur cette station est de 40,7 °C, atteinte le 25 juillet 2019 ; la température minimale est de −14 °C, atteinte le 9 février 2012,,. 
Les paramètres climatiques de la commune ont été estimés pour le milieu du siècle (2041-2070) selon différents scénarios d'émission de gaz à effet de serre à partir des nouvelles projections climatiques de référence DRIAS-2020. Ils sont consultables sur un site dédié publié par Météo-France en novembre 2022.

## Urbanisme

### Typologie
Au 1er janvier 2024, Oudan est catégorisée commune rurale à habitat très dispersé, selon la nouvelle grille communale de densité à sept niveaux définie par l'Insee en 2022.
Elle est située hors unité urbaine. Par ailleurs la commune fait partie de l'aire d'attraction de Clamecy, dont elle est une commune de la couronne,. Cette aire, qui regroupe 45 communes, est catégorisée dans les aires de moins de 50 000 habitants,.

### Occupation des sols

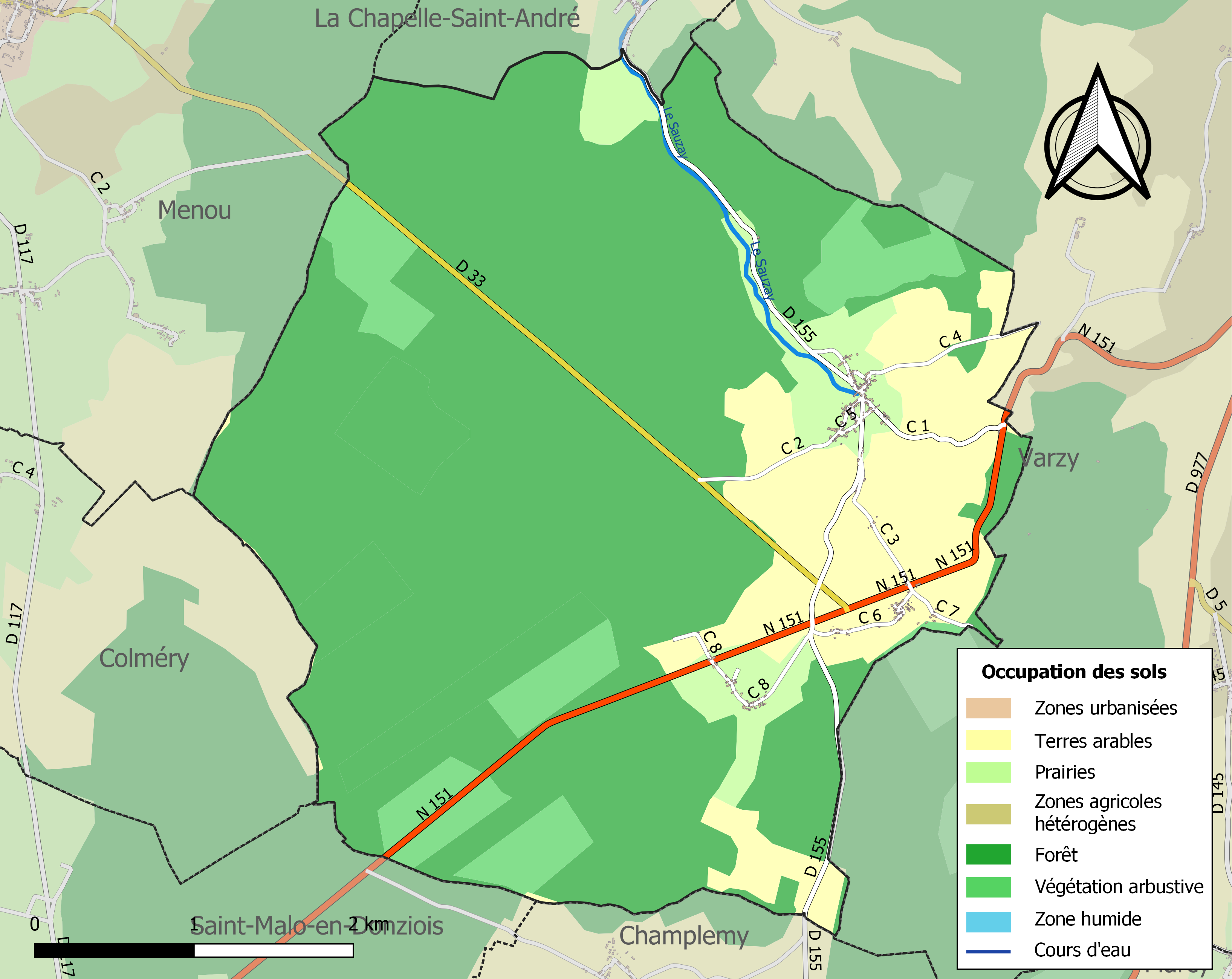
Carte des infrastructures et de l'occupation des sols de la commune en 2018 (CLC).

L'occupation des sols de la commune, telle qu'elle ressort de la base de données européenne d’occupation biophysique des sols Corine Land Cover (CLC), est marquée par l'importance des forêts et milieux semi-naturels (78,4 % en 2018), une proportion sensiblement équivalente à celle de 1990 (78,8 %). La répartition détaillée en 2018 est la suivante : forêts (70,7 %), terres arables (15,5 %), milieux à végétation arbustive et/ou herbacée (7,8 %), prairies (6,1 %).
L'IGN met par ailleurs à disposition un outil en ligne permettant de comparer l’évolution dans le temps de l’occupation des sols de la commune (ou de territoires à des échelles différentes). Plusieurs époques sont accessibles sous forme de cartes ou photos aériennes : la carte de Cassini (XVIIIe siècle), la carte d'état-major (1820-1866) et la période actuelle (1950 à aujourd'hui).

## Histoire

### XIVesiècle
Chapelle des évêques, chambre luxueuse et affranchissement (Pierre de Villaines)
Pierre de Villaines, évêque d'Auxerre 1344-1347, fait ériger une chapelle dans la maison épiscopale d'Hodan, où il fait aussi faire une chambre dans le style en usage pour le roi ; et affranchit ses vassaux d'Hodan moyennant une redevance annuelle de grain et autres choses payables par chaque famille et manoir.
Palissades, trois tours (Bernard Le Brun)
La maison épiscopale d'Hodan est le séjour préféré de Bernard Le Brun, évêque d'Auxerre 1347-1348. Il fait entourer la propriété de palissades ; il y fait construire trois tours et songe à une quatrième tour, ce qui aurait donné à la maison des allures de forteresse à plan carré. Mais malgré sa préférence pour Hodan, il tente de faire casser le traité fait par son prédécesseur Pierre de Villaines et qui affranchissait Hodan, estimant que l'évêché est notablement lésé par cet affranchissement. Comme ce projet n'aboutit pas de son vivant, il lègue 1 000 livres afin qu'il soit continué par son successeur. Mais « personne ne poursuivit ce honteux dessein ».
Château d'Oudan rasé
1358 : les Anglais ravagent - entre autres - la Bourgogne. Plus précisément, il s'agit de Robert Knolles, audacieux capitaine qui investit Malicorne à la fin de 1358, une place forte d'où même les 2 000 hommes d'Arnaud de Cervole ne peuvent le déloger. Faisant de ce lieu son quartier général, il pille la région et, après une première tentative manquée en janvier 1359, prend et met Auxerre à sac le 10 mars suivant. Chaque ville alentour pense à sa sécurité - avec raison car les quelque 70 km qui séparent Oudan de Malicorne sont un piètre obstacle pour Knolles qui n'hésite pas à trotter plus de 200 km depuis sa base jusqu'en Allier prendre Cusset et assiéger Saint-Pourçain. Des bruits courent que les Anglais veulent fortifier le château d'Oudan tout proche, propriété de l'évêché, pour s'emparer de Varzy ; pas d'hésitation : le château d'Oudan est rasé, bien qu'il ait été récemment embelli et agrandi par quelques évêques d'Auxerre.

## Politique et administration
| Période                                  | Période  | Identité        | Étiquette | Qualité     |
| ---------------------------------------- | -------- | --------------- | --------- | ----------- |
| avant 1995                               | ?        | Gaëtane Deveaux |           |             |
| Décembre 2017                            | En cours | David Letort    | ...       | Agriculteur |
| Les données manquantes sont à compléter. |          |                 |           |             |

## Démographie
L'évolution du nombre d'habitants est connue à travers les recensements de la population effectués dans la commune depuis 1793. Pour les communes de moins de 10 000 habitants, une enquête de recensement portant sur toute la population est réalisée tous les cinq ans, les populations de référence des années intermédiaires étant quant à elles estimées par interpolation ou extrapolation. Pour la commune, le premier recensement exhaustif entrant dans le cadre du nouveau dispositif a été réalisé en 2004.

En 2022, la commune comptait 138 habitants, en évolution de −4,83 % par rapport à 2016 (Nièvre : −3,28 %, France hors Mayotte : +2,11 %).
| 1793 | 1800 | 1806 | 1821 | 1831 | 1836 | 1841 | 1846 | 1851 |
| ---- | ---- | ---- | ---- | ---- | ---- | ---- | ---- | ---- |
| 532  | 537  | 699  | 709  | 684  | 702  | 741  | 718  | 736  |

| 1856 | 1861 | 1866 | 1872 | 1876 | 1881 | 1886 | 1891 | 1896 |
| ---- | ---- | ---- | ---- | ---- | ---- | ---- | ---- | ---- |
| 715  | 712  | 725  | 653  | 637  | 636  | 538  | 537  | 531  |

| 1901 | 1906 | 1911 | 1921 | 1926 | 1931 | 1936 | 1946 | 1954 |
| ---- | ---- | ---- | ---- | ---- | ---- | ---- | ---- | ---- |
| 472  | 447  | 375  | 333  | 323  | 304  | 262  | 229  | 224  |

| 1962 | 1968 | 1975 | 1982 | 1990 | 1999 | 2004 | 2006 | 2009 |
| ---- | ---- | ---- | ---- | ---- | ---- | ---- | ---- | ---- |
| 188  | 164  | 141  | 113  | 107  | 114  | 139  | 136  | 136  |

| 2014 | 2019 | 2022 | - | - | - | - | - | - |
| ---- | ---- | ---- | - | - | - | - | - | - |
| 145  | 143  | 138  | - | - | - | - | - | - |

## Lieux et monuments

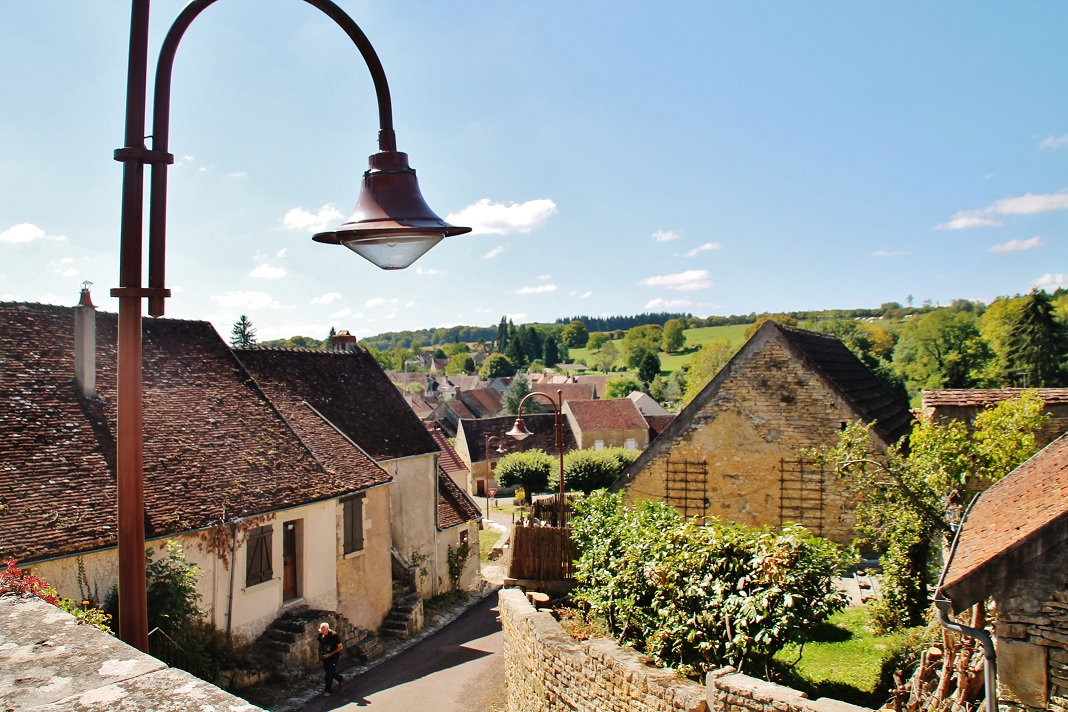
Le bourg d'Oudan.

- L'église Saint-Germain, située dans le bourg du village

## Oudan dans les art
- En janvier 2021, un tableau de Rex Barrat (1914-1974), ayant pour sujet le village et intitulé Un après-midi de printemps à Oudan[26], est récupéré in extremis au fond d’une benne à ordures de la déchetterie de Varzy et remis au musée Auguste-Grasset de la ville[27].

## Personnalité liée à la commune
- Alix Marquet, sculpteur (1875-1939), né à Oudan.